# 让·朱旺坦
让·朱旺坦（法語：Jean Juventin，1928年3月9日—2019年5月28日），法国政治家，帕皮提前市长（1977年-1995年），法属波利尼西亚议会前主席（1988年-1991年，1992年-1995年） ，法属波利尼西亚第一选区国民议会前代表（1978年-1986年，1993年-1997年）。